# Massamorichthys wilsoni
Massamorichthys wilsoni è un pesce osseo estinto, appartenente ai percopsiformi. Visse nel Paleocene superiore (circa 58 milioni di anni fa) e i suoi resti fossili sono stati ritrovati in Nordamerica.

## Descrizione
Questo pesce era di piccole dimensioni, e i numerosi esemplari noti non superavano la lunghezza di 16 centimetri. Era dotato di un corpo affusolato e snello, simile a quello degli attuali membri del genere Percopsis. La mascella era dotata di un ramo dorsale, come in Percopsis. La pinna dorsale, dalla base ampia, era posta a circa metà della lunghezza del dorso, mentre le pinne ventrali, strette e lunghe, erano in posizione avanzata e sottostanti alle pinne pettorali, anch'esse strette e allungate. La pinna anale era anch'essa a base ampia, mentre la pinna caudale era notevolmente biforcuta.
Massamorichthys si distingueva dalle altre forme simili per la presenza di un numero più alto di vertebre (42 - 45) e per il secondo centro vertebrale eccezionalmente corto. 

## Classificazione
Massamorichthys è un membro dei percopsiformi, un gruppo di pesci attualmente rappresentati da poche specie raggruppate in tre famiglie. In particolare, Massamorichthys è considerato un membro arcaico della famiglia Percopsidae, comprendente attualmente il solo genere Percopsis. 
Massamorichtys wilsoni venne descritto per la prima volta nel 1995, sulla base di un gran numero di fossili di varie dimensioni provenienti dalla formazione Paskapoo nei pressi di Joffre Bridge, in Alberta (Canada).

## Paleoecologia
Massamorichthys era un piccolo pesce d'acqua dolce che senza dubbio viveva in grandi banchi: sono stati ritrovati oltre 1700 esemplari, conservatisi spesso l'uno vicino all'altro in episodi evidenti di mortalità di massa (il nome Massamorichthys significa infatti "pesce da morte di massa"). Probabilmente Massamorichthys abitava alcuni fiumi che sfociavano in un lago dalle acque particolarmente basse. A volte grandi quantità di Massamorichthys entravano nel lago per riprodursi o nutrirsi, finendo forse per morire in massa a causa dello stress termico, per poi venire velocemente sepolti dai sedimenti.